# روس أندرسون
روس أندرسون (بالإنجليزية: Ross Anderson) هو سباح نيوزلندي، ولد في 24 أكتوبر 1968 في مادانغ في بابوا غينيا الجديدة.

## وصلات خارجية
- روس أندرسون على موقع الاتحاد الدولي للسباحة (الإنجليزية)
- روس أندرسون على موقع أوليمبيديا (الإنجليزية)
- روس أندرسون على موقع اللجنة الأولمبية النيوزيلندية (الإنجليزية)